# Liste der denkmalgeschützten Objekte in Ternberg
Die Liste der denkmalgeschützten Objekte in Ternberg enthält die 12 denkmalgeschützten, unbeweglichen Objekte der Gemeinde Ternberg im oberösterreichischen Bezirk Steyr-Land.

## Denkmäler
| Foto |                 | Denkmal                                                                                        | Standort                                       | Beschreibung | Metadaten |
| ---- | --------------- | ---------------------------------------------------------------------------------------------- | ---------------------------------------------- | --- | --- |
| ja   | Datei hochladen | Ehem. Wirtshaus im Bäckengraben, Vorderau HERIS-ID: 60141 Objekt-ID: 72071                     | Trattenbachstraße 15 Standort KG: Bäckengraben | Der Unterbau des früher Wirtshaus im Bäckergraben stammt aus dem späten Mittelalter. Die Fassade des rechten Teils des dreiteiligen Gebäudes ist in mehreren Schichten mit Kratzputz und Sgriffiti aus Renaissance und frühem Barock ausgestattet. Die Gewölbe im Inneren dürften noch aus dem Spätmittelalter sein. | BDA-Hist.: Q38090401 Status: Bescheid Stand der BDA-Liste: 2025-06-30 Name: Ehem. Wirtshaus im Bäckengraben, Vorderau GstNr.: .269                                           |
| ja   | Datei hochladen | Hausstock Fallgut HERIS-ID: 45469 Objekt-ID: 46812                                             | Wiesenweg 4 Standort KG: Bäckengraben          | | BDA-Hist.: Q38016150 Status: Bescheid Stand der BDA-Liste: 2025-06-30 Name: Hausstock Fallgut GstNr.: .6                                                                     |
| ja   | Datei hochladen | Wohnhaus, ehem. Pfarrhof HERIS-ID: 38725 Objekt-ID: 38318                                      | Feldweg 6 Standort KG: Ternberg                | | BDA-Hist.: Q37983546 Status: Bescheid Stand der BDA-Liste: 2025-06-30 Name: Wohnhaus, ehem. Pfarrhof GstNr.: .143                                                            |
| ja   | Datei hochladen | Kath. Pfarrkirche hll. Peter und Paul HERIS-ID: 52633 Objekt-ID: 59942                         | Kirchenplatz 1 Standort KG: Ternberg           | Die Peter-und-Paul-Kirche wurde bereits im 12. Jahrhundert urkundlich erwähnt, das Chor mit 5/8-Schluss stammt aus dem 14. Jahrhundert. Das einschiffige, vierjochige netzrippenartige Langhaus besitzt eingezogene Streben. Der Hochaltar aus den Jahren 1688 bis 1690 wird Marian Rittinger zugeschrieben, das Gemälde Auferstehung Christi ist von Carl von Reslfeld. | BDA-Hist.: Q17126928 Status: § 2a Stand der BDA-Liste: 2025-06-30 Name: Kath. Pfarrkirche hll. Peter und Paul GstNr.: .118 Ternberg Pfarrkirche                              |
| ja   | Datei hochladen | Gemeindeamt, ehem. Volksschule HERIS-ID: 52634 Objekt-ID: 59943                                | Kirchenplatz 12 Standort KG: Ternberg          | Die ehemalige Schulen wurde 1898 zum fünfzigjährigen Regierungsjubiläum des Kaisers als Kaiser-Franz-Josef-Jubiläumsschule errichtet. Der Bau sollte ursprünglich einem Neubau für das Gemeindeamt weichen. Nach einem Architektenwettbewerb wurde jedoch das Projekt des Architekten Peter Riepl unter Beibehaltung des ursprünglichen Baukörpers und Entfernung der im Jahre 1949 erfolgten Aufstockung umgesetzt. Es wurde somit das Erscheinungsbild von 1898 wieder hergestellt. | BDA-Hist.: Q38053023 Status: § 2a Stand der BDA-Liste: 2025-06-30 Name: Gemeindeamt, ehem. Volksschule GstNr.: .222                                                          |
| ja   | Datei hochladen | Wohnbaracke, ehem. KZ-Nebenlager HERIS-ID: 62610 Objekt-ID: 75177                              | Spielfeldstraße 1 Standort KG: Ternberg        | In unmittelbarer Nähe zur Baustelle des Kraftwerkes Ternberg gelegen, waren hier von Mai 1942 bis September 1944 ein Außenlager des KZ Mauthausen. Neben Kriegsgefangenen waren hier insgesamt 408 beim Spanischen Bürgerkrieg auf Seiten der Republikaner gekämpft habende Spanier beim Bau des Kraftwerkes eingesetzt. Nach dem Krieg kaufte die Pfarre Ternberg die Baracke und veranstaltete hier Ferienlager für oberösterreichische Jungscharkinder.                            | BDA-Hist.: Q38100612 Status: § 2a Stand der BDA-Liste: 2025-06-30 Name: Wohnbaracke, ehem. KZ- Nebenlager GstNr.: 1539/20                                                    |
| ja   | Datei hochladen | Feitlwerkstätte der Feitlerzeugung Löschenkohl HERIS-ID: 57922 Objekt-ID: 68280                | Hammerstraße 15 Standort KG: Trattenbach       | Das Ensemble der Messerer liegt entlang der Straße die den Trattenbach begleitet. Trattenbach war bis in die Mitte des 20. Jahrhunderts ein Zentrum der Messerherstellung. Der Betrieb der Familie Löschenkohl ist der letzte von ehemals 17 Hammerwerken der Messerer am Trattenbach die Taschenfeitel in traditionellem Design herstellt. | BDA-Hist.: Q38079386 Status: Bescheid Stand der BDA-Liste: 2025-06-30 Name: Feitlwerkstätte der Feitlerzeugung Löschenkohl GstNr.: .164 Feitelwerkstätte Löschenkohl         |
| ja   | Datei hochladen | Wegscheidhaus, Feitlerzeugung HERIS-ID: 57924 Objekt-ID: 68282                                 | Hammerstraße 21 Standort KG: Trattenbach       | Schon im 16. Jahrhundert befand sich an dieser Stelle eine Schmiede mit einer Schleiferei. Die Messererfamilie Hack errichtete das Wegscheidhaus im Jahre 1895. Im Jahre 1955 verwendete man das Wohnhaus als Kirche. Seit 1998 beherbergt das Anwesen das „Museum in der Wegscheid“. Es ist Mitglied im Verbund Oberösterreichischer Museen und gehört dem Kulturverein Ternberg-Trattenbach.                                                                                        | BDA-Hist.: Q38079405 Status: Bescheid Stand der BDA-Liste: 2025-06-30 Name: Wegscheidhaus, Feitlerzeugung GstNr.: .158/2 Museum in der Wegscheid                             |
| ja   | Datei hochladen | Messererhammer Brandstätter HERIS-ID: 57925 Objekt-ID: 68283                                   | Hammerstraße 23a Standort KG: Trattenbach      | Der Messererhammer Brandstätter im Ensemble der Messerer von Trattenbach war ebenfalls Wohn- und Arbeitsstätte einer Messererfamilie. Da die Fertigung von Taschenfeiteln langsam zu Ende ging und keine Umstellung auf andere Produkte erfolgte, blieb es wie die meisten Objekte des Ensembles ohne Veränderungen erhalten. Es ist im Besitz des Kulturvereins Ternberg-Trattenbach.                                                                                                | BDA-Hist.: Q38079415 Status: Bescheid Stand der BDA-Liste: 2025-06-30 Name: Messererhammer Brandstätter GstNr.: .154/1 Schleiferei am König                                  |
| ja   | Datei hochladen | Rameishammer HERIS-ID: 57926 Objekt-ID: 68284                                                  | bei Hammerstraße 45 Standort KG: Trattenbach   | Nach dem Ende der traditionellen Herstellung von Trattenbacher Taschenfeiteln wurde der Betrieb geschlossen. Das Anwesen befindet sich heute in Privatbesitz und blieb, so wie die meisten Objekte am Trattenbach, als authentisches Zeugnis des Messererhandwerks erhalten. | BDA-Hist.: Q38079425 Status: Bescheid Stand der BDA-Liste: 2025-06-30 Name: Rameishammer GstNr.: .310 Rameishammer                                                           |
| BW   | Datei hochladen | Hammerherrenhaus HERIS-ID: 250149seit 2024                                                     | Hammerstraße 50 Standort KG: Trattenbach       | | BDA-Hist.: Q126122374 Status: Bescheid Stand der BDA-Liste: 2025-06-30 Name: Hammerherrenhaus GstNr.: .104, 193/2                                                            |
| ja   | Datei hochladen | Messerproduktionsstätte (Drechslerei, Schmiede, Lagergebäude) HERIS-ID: 57927 Objekt-ID: 68285 | Kienbergstraße 1 Standort KG: Trattenbach      | Die Drechslerei war für die Fertigung der Griffe zuständig. Bis zum 19. Jahrhundert war die Ausführung der sogenannten Hefte der Kreativität der einzelnen Betriebe überlassen. Erst nach einer Absatzkrise konnte man sich in Bezug auf eine gewisse Normierung einigen. Das Objekt gehört dem Kulturverein Ternberg-Trattenbach. Besucher können hier ihren eigenen Taschenfeitel zusammenbauen, bemalen und beschriften.                                                           | BDA-Hist.: Q38079434 Status: Bescheid Stand der BDA-Liste: 2025-06-30 Name: Messerproduktionsstätte (Drechslerei, Schmiede, Lagergebäude) GstNr.: .122 Drechslerei am Erlach |

## Ehemalige Denkmäler
| Foto |                 | Denkmal                                                                             | Standort                                      | Beschreibung | Metadaten |
| ---- | --------------- | ----------------------------------------------------------------------------------- | --------------------------------------------- | ------------ | --- |
| ja   | Datei hochladen | Bauernhaus, Gasthaus Urfahrgut in Ebenboden HERIS-ID: 11433 Objekt-ID: 7533bis 2022 | Grünburger Straße 5 Standort KG: Bäckengraben |              | BDA-Hist.: Q38101009 Status: Bescheid Stand der BDA-Liste: 2022-07-01 Name: Bauernhaus, Gasthaus Urfahrgut in Ebenboden GstNr.: .212 |